# Igreja de madeira de Fantoft
A igreja de madeira de Fantoft (em norueguês:  Fantoft stavkirke) é uma igreja de madeira reconstruída e localizada em Fana, Bergen. Ela foi originalmente construída em Fortun, uma aldeia perto de Sognefjord, por volta de 1150.

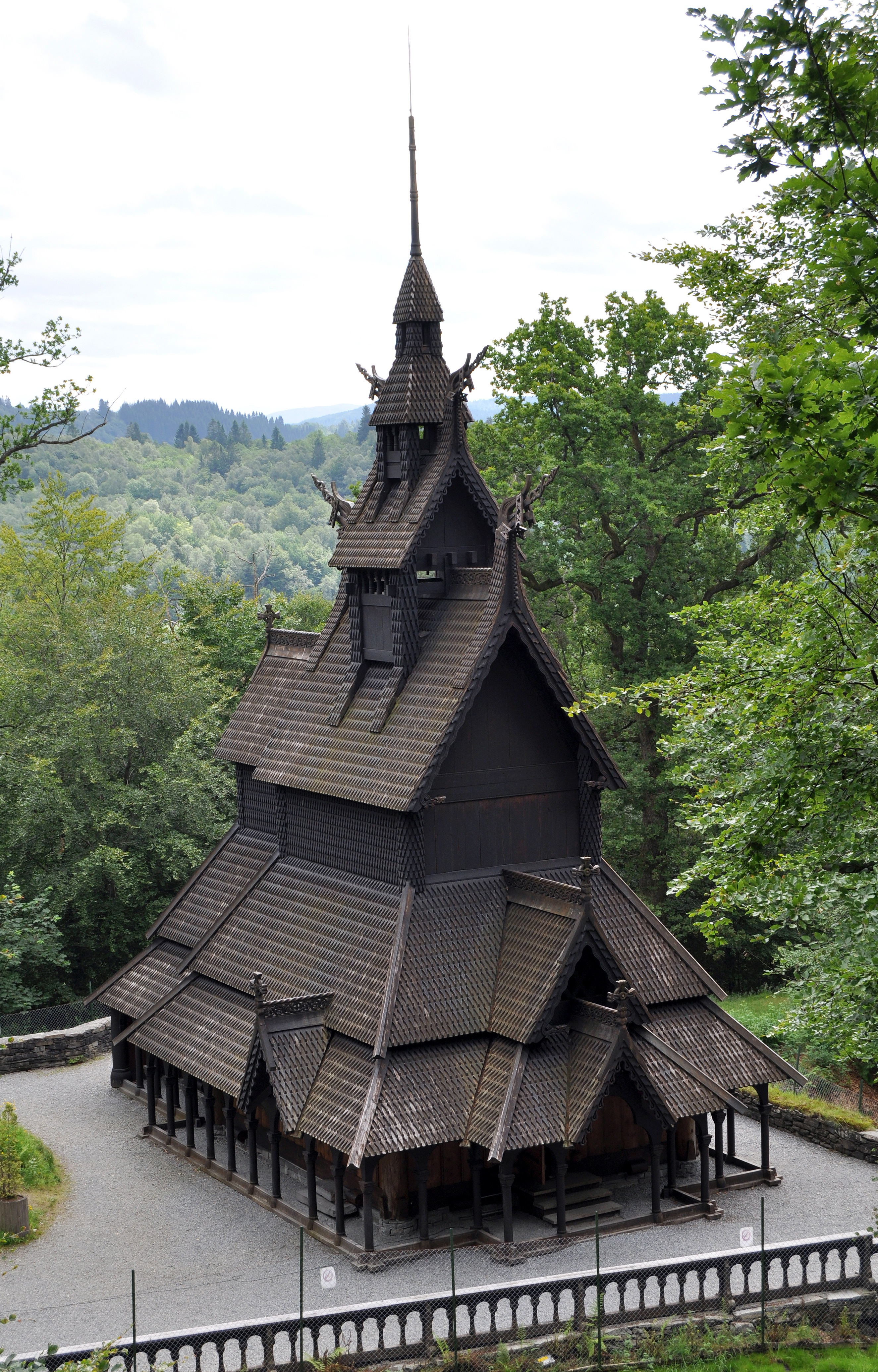
Fantoft stavkirke em 2010

No século XIX a igreja foi ameaçada de demolição, assim como milhares de outras igrejas na Noruega. A igreja foi comprada pelo cônsul Fredrik Georg Gade, que a salvou e a transferiu para onde se encontra atualmente.
No dia 6 de junho de 1992, a igreja foi destruída por fogo posto. Inicialmente achavam que o fogo havia sido provocado por um raio ou por danos elétricos. O incêndio, o primeiro em uma série de ataques a igrejas na Noruega, foi causado por Varg Vikernes, líder da banda Burzum e membro da cena black metal norueguesa.
Uma foto da igreja queimada foi usada na capa de Aske, CD do Burzum. Segundo Vikernes, a igreja foi queimada em um ato de retaliação contra o Cristianismo ter colocado uma igreja em solo pagão.
Logo após a destruição, as obras de reconstrução começaram e foram finalizadas em 1997.

## Galeria de fotos

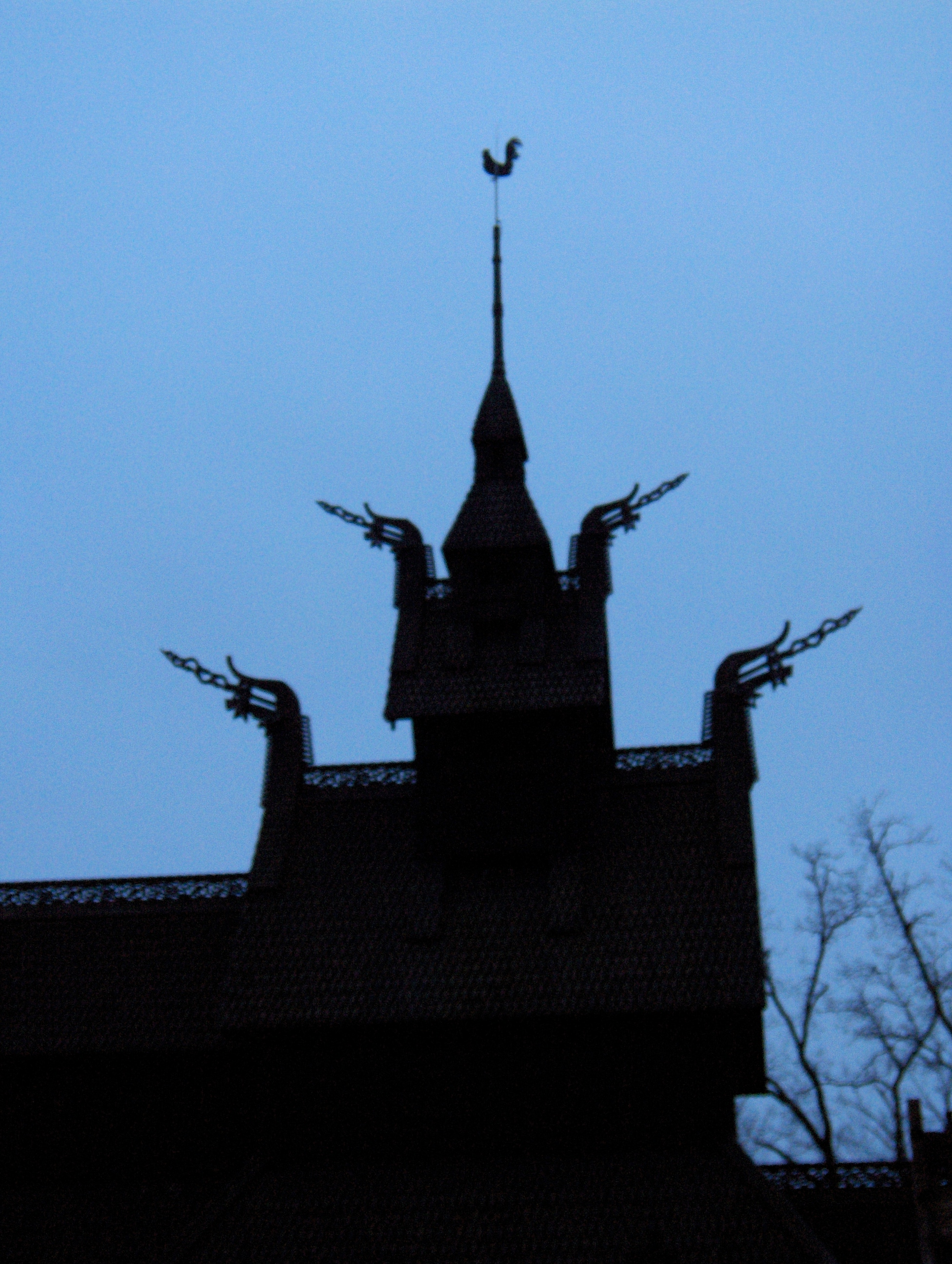
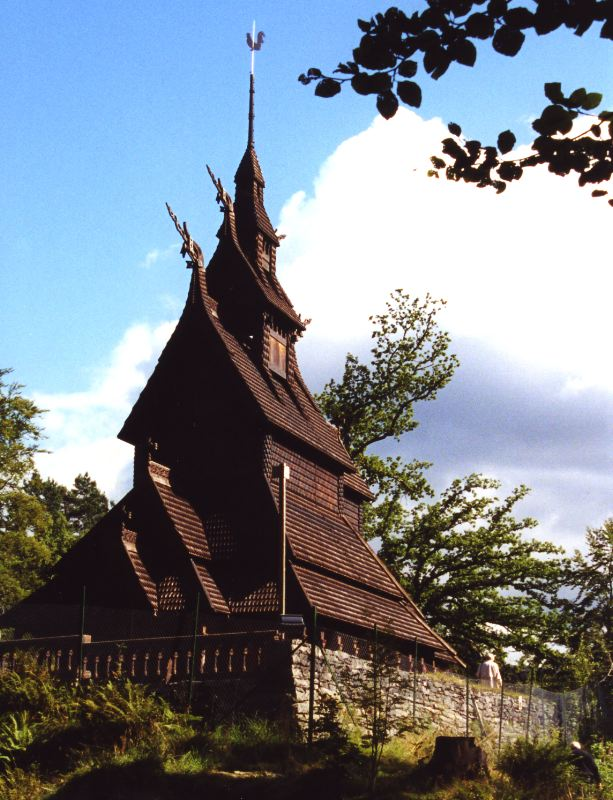
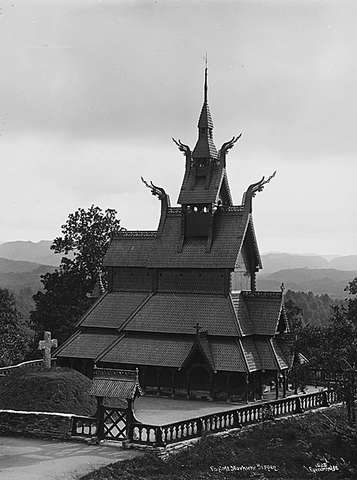
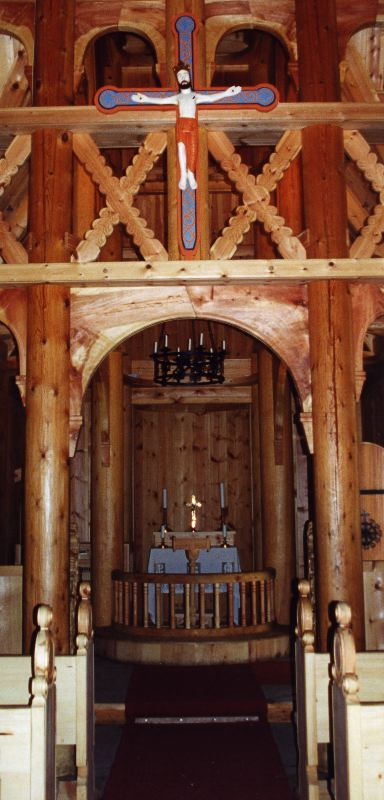
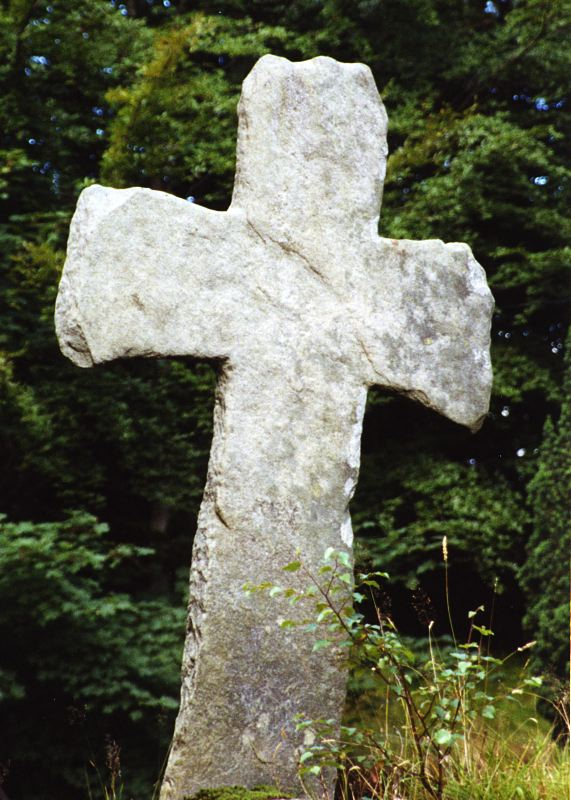
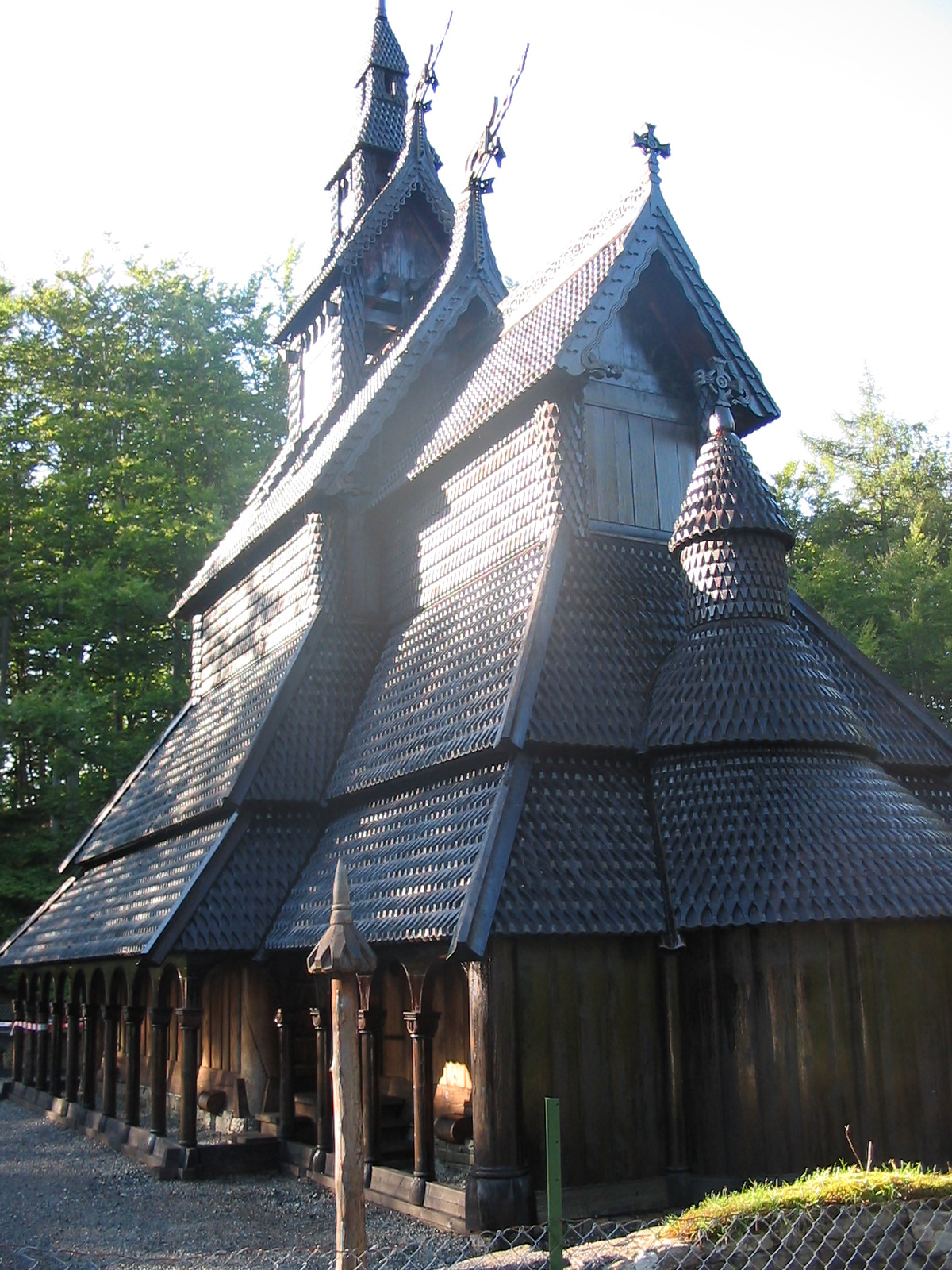
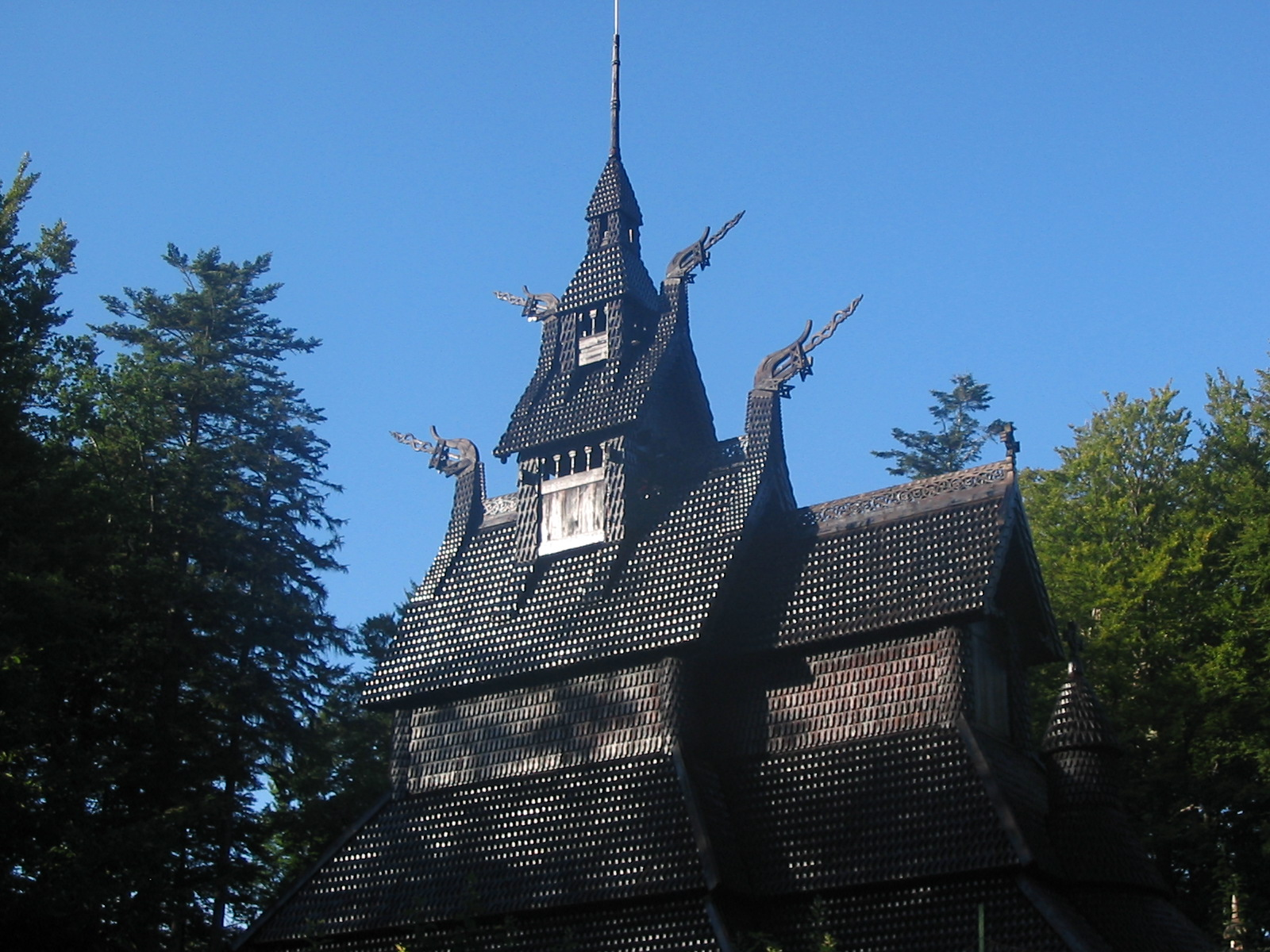
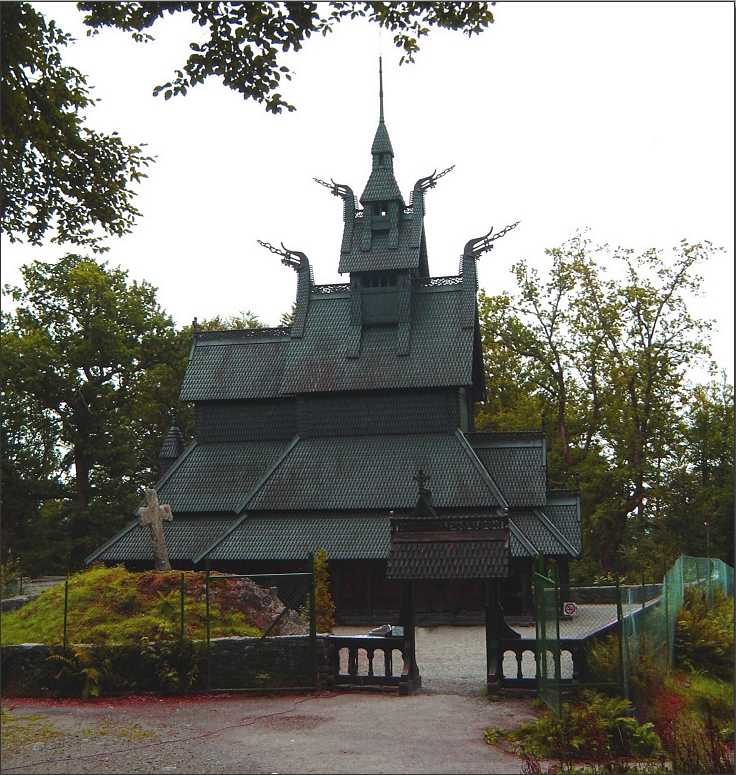